# Tanpopo
Le Tanpopo (タンポポ? lett. "denti di leone" o "soffioni") sono state un gruppo musicale idol giapponese, nato nel 1998 come sottogruppo ufficiale delle Morning Musume. Il gruppo è stato attivo fino al 2003, mentre dal 2009 al 2011 è rinato con il nome Tanpopo#.

## Formazioni
Prima generazione
- Aya Ishiguro
- Kaori Iida
- Mari Yaguchi

Seconda generazione
- Kaori Iida
- Mari Yaguchi
- Rika Ishikawa
- Ai Kago

Terza generazione
- Rika Ishikawa
- Asami Konno
- Risa Niigaki
- Ayumi Shibata

Tanpopo#
- Eri Kamei
- Aika Mitsui
- Yurina Kumai
- Chisato Okai

## Discografia
Album
- 1999 - Tanpopo 1
- 2002 - All of Tanpopo
- 2008 - Petitmoni/Tanpopo Megabest

Singoli
- 1998 - Last Kiss
- 1999 - Motto
- 1999 - Tanpopo
- 1999 - Seinaru Kane ga Hibiku Yoru
- 2000 - Otome Pasta ni Kandō
- 2001 - Koi o Shichaimashita!
- 2001 - Ōjisama to Yuki no Yoru
- 2002 - Be Happy Koi no Yajirobee